# 高速攝影機

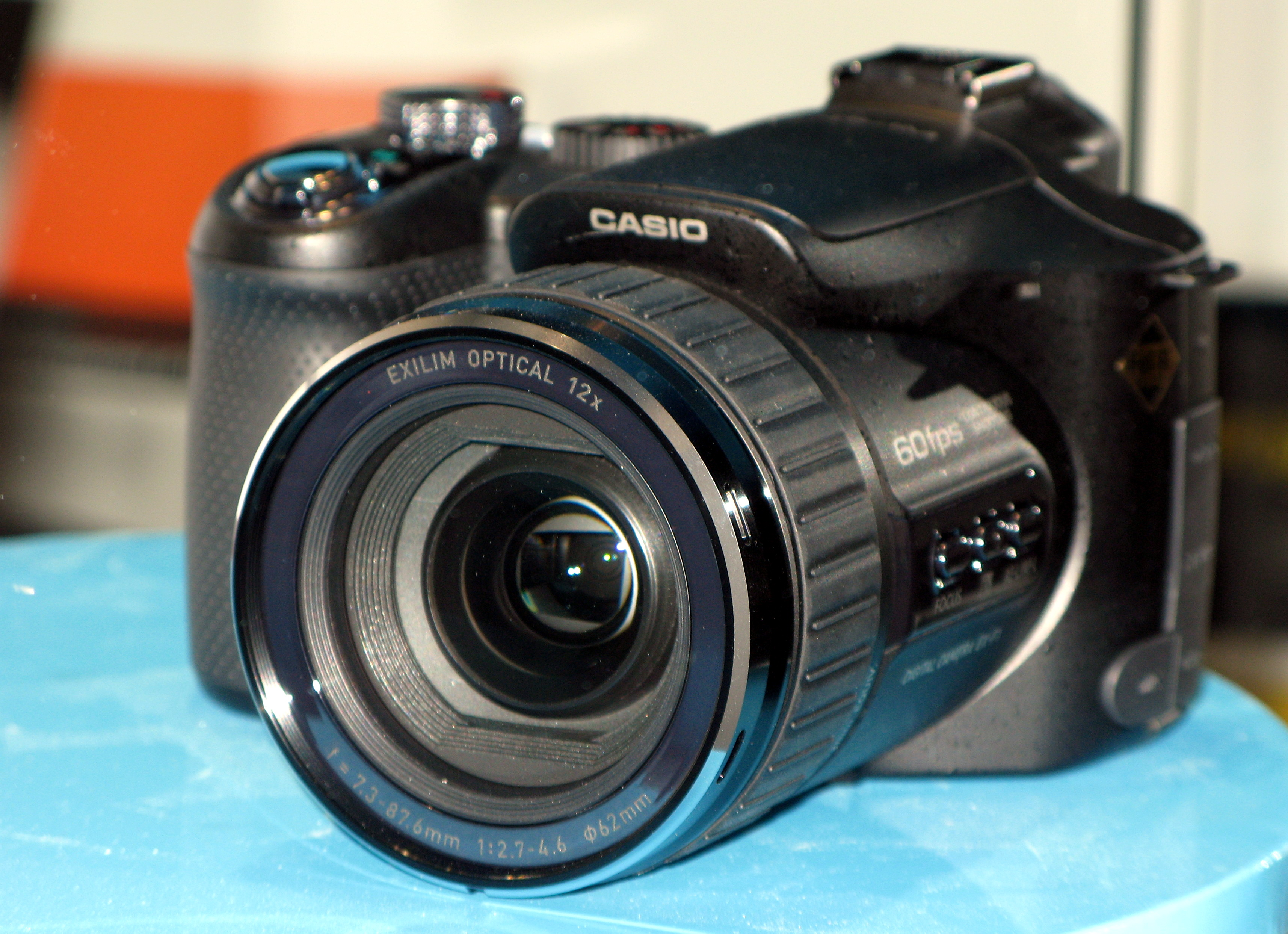
支援每秒1200幀高速攝影的卡西歐 Exilim EX-F1數位相機

高速攝影機（High-speed camera）是一種用來進行高速攝影的攝影機。相較於一般攝影機每秒拍攝24幀（frame），高速攝影機視機種的不同，每秒至少可拍攝1000幀，最多可達每秒20億幀。拍攝後再以一般速度（PAL每秒25幀、NTSC每秒29.97幀）播放出來。早期的高速攝影機使用底片攝製，類似拍攝電影的電影攝影機。在CCD、CMOS等技術普及後，則進步為數位化攝製。
高速攝影機通常用於科學研究，例如撞擊測試、彈道、生物的移動等。運動員的運動過程，例如棒球投手投球的姿勢，有時也運用高速攝影機拍攝而進行研究分析。另外也運用在電視、電影的特效中。
2008年，卡西欧公司推出的EX-F1机型，提供了每秒60fps的静态图像拍摄功能，以及最高1200fps的视频记录能力，属于民用高速相机中的里程碑产品。卡西欧公司也在随后的产品中附加高速拍摄功能。而2014年，苹果公司的iPhone 6手机提供了240fps的高速摄像功能、2017年索尼推出可達960fps高速攝影的Xperia XZs與Xperia XZ Premium手機，也代表了高速攝影能力的普及化需求。
此外，相對於高速攝影，每秒至數分鐘、數小時僅拍1幀然後再以正常速度放映出來的攝影稱為「縮時攝影」（Time-lapse photography，或称微速摄影），通常用於植物生態、天氣等極慢速移動物體的長時間觀察。